# Rampa vestibular
La rampa vestibular, rampa superior, o escala vestibular (scala vestibuli), constituye una de las cavidades de la Cóclea en el oído interno humano y que transmite las ondas sonoras. Llena de linfa, es el espacio por el que viaja el sonido después de haber pasado por el oído externo y oído medio. Conecta la ventana oval con la cóclea y después de recorrer la cóclea hasta el final (helicotrema), se encuentra con la rampa timpánica para seguir su recorrido hasta el "segundo tímpano" que es la membrana que cubre la ventana circular.
Este espacio está delimitado entre la membrana basilar y la membrana de Reissner.